# Karl Wilhelm Eugen (Baden-Rodemachern)
Markgraf Karl Wilhelm Eugen von Baden-Rodemachern (* 1627; † 1666) war Markgraf von Baden-Rodemachern und Domherr in Köln.
Er war ein Sohn von Markgraf Hermann Fortunat aus erster Ehe mit Antonie Elisabeth von Criechingen († 12. Januar 1635), der Tochter von Christoph von Criechingen.
Er wurde Kammerherr beim deutschen König Ferdinand IV. und Domherr des Domkapitels Köln. Mit seinem Tod starben die Markgrafen von Baden-Rodemachern aus und deren Rechte gingen an Markgraf Wilhelm von Baden-Baden über – allerdings war das Gebiet der ehemaligen Markgrafschaft Baden-Rodemachern von Frankreich besetzt.
Siehe auch:
- Stammliste von Baden